# تادووتش كانتور
تادووتش كانتور (بالبولندية: Tadeusz Kantor)‏ولد في بولندا 6 ابريل 1915 وتوفي عن عمر يناهز الخامسة والسبعين في 8 ديسمبر 1990 فنان شامل عمل رساما وكاتب ومخرجا مسرحيا ويعد من فنانين البولندين ذو الأصوات الثورية ويعد واحد من أهم مخرجى الحركة الطليعية الجديدة في بولندا.

## نشأته الفنية
بدأ حياته كمصورا طليعيا واحتل مكانة بارزة في خريطة الحركة التشكيلية البولندية، ثم عمل كسينوجراف حيث صاغ الرؤية التشكيلية للعديد من الأعمال المسرحية ومنها عرض (السيد) للمؤلف المسرحى الفرنسي (بيير كورناى) وكذلك عرض (توركييه) للمؤلف الألماني (افرايم لسينج) بالإضافة لبعض الأعمال الشكسبيرية. أتسمت تصاميمه بالجراءة والاختلاف خاصة باهتمامه البالغ بالصورة المرئية على حساب الكلمة المنطوقة.
عبر عن ذلك برسومات أو ديكوورات غير تقليدية، كذلك اهتم بالمكان المسرحي المقدم به العمل حيث أنه يعد المكان أحد العناصر المأثرة في تلقى العمل مثالا على هذا تقديمه لعرض (صف الموتى) بداخل كنيسة عتيقة.

## ظروفه
ما مر به كانتور لم يكن بالقليل على إنسان فما شهده من أحاث وتباعيات سوء للحرب العالمية الثانية وكذلك تأثير الاحتلال النازى لبولندا واستخدامها كجبهة لشن الحرب على روسيا كل هذا أنصهر بداخله ليخلق أشكال مسرحية عديدة ومتطورة فهو بمرور الوقت يهدف لصياغة مسرحية ولهذا نجد لديه ثلاث مراحل للمسرح وأشكاله فمن مسرح الشكل الذي أعتمد فيه على الأدوات الجاهزة وهي ادوات موجودة في حياتنا الواقعية ورفض التعامل مع المواد المصنوعة بحجة أنها لا تمتلك طبيعة حية شأنها في ذلك شأن الممثل تماما. منه لمسرح الواقعة أو مسرح الأحداث الحية وكنموذج لهذا عرض (السيرك) قدمه في مسرح (كريكوت 2) والذي لا يقدم شيء غير حالة السيرك وما تضفيه على المشاهد الذي يمكنه التجول في أنحاء المسرح غير مقيد بمكان بعينه وبهذا فهو من يحدد الرؤية الخاصة به. في منتصف السبعينيات بدأ كانتور مرحلته الأخيرة في المسرح بمسرح الموت والذي ينهض على أساس نزعة فلسفية تشاؤمية ورؤية ميتافيزيقية تتجاوز الواقع مكرسا بها تجاربه كلها مقدمه في ثلاثية الموت (صف الموتى، لن أعود أبدا واليوم عيد ميلادي). جميعهم تحمل نفس الفكرة ومعبر عنها من خلال التراث الإنسانى المكون عن الحرب وما أفرزته في النفوس البشرية، موضحا هذا في ملامح الصورة المرئية والمسموعة، مستخدما أيقونات ذات دلالات بعينها كالصلابان وآلات التعذيب وغرف الغاز والمحارق كذلك مشاهد الموت الجماعى لتدعيم فكرة الموت والدمار والمصير المفزع الذي ينتظر الإنسانية.أما الموسيقى فكانت ترانيم كنئسية بجانب موسيقى عسكرية جنائزية. رغم تشابه أعماله ألا انه قدم أشكال عديدة من المسرح ساهمت في تحرير الروح البولندية من السيطرة النازية ودفعتها دفعا للنضال التمواصل للبحث عن هوية ذاتية مستقلة.
1. ↑  تحولات المشهد المسرحي " الممثل و المخرج " د/ محمود أبو دومة ، ص: 97
2. ↑  تحولات المشهد المسرحي " الممثل و المخرج " د/ محمود أبو دومة ،ص: 98
3. ↑  تحولات المشهد المسرحي " الممثل و المخرج " د/ محمود أبو دومة ، ص:101

## روابط خارجية
- تادووتش كانتور على موقع IMDb (الإنجليزية)
- تادووتش كانتور على موقع مونزينجر (الألمانية)